# La vida racional
La vida racional (en chino simplificado, 理智派生活; Wade-Giles, Li Zhi Pai Sheng Huo; anteriormente conocida como, en chino simplificado, 无法恋爱的理智派; Wade-Giles, Wu Fa Lian Ai De Li Zhi Pai; literalmente, ‘La mujer que no puede enamorarse’) es una serie de televisión dramática china de 2021. Adaptación de la novela cómica Código Alfa (en chino, «阿尔法守则»), cuenta como protagonistas a Qin Lan, Dylan Wang y Calvin Li. La serie se transmitió por Hunan Television, con el primer capítulo lanzado el 31 de marzo de 2021 y finalizando el 18 de mayo del mismo año. Fue trasmitida exclusivamente por Mango TV en China, mientras que el 18 de junio fue estrenada mundialmente por Netflix, siendo la primera serie en idioma chino comprada exclusivamente por Netflix en 2021.

## Sinopsis
La serie gira en torno a Shen Ruo (Qin Lan), una mujer de 34 años exitosa en el trabajo pero que sufre un trato injusto por parte de sus colegas, mientras que tiene que enfrentarse a la fuerte presión por casarse que recibe de su madre (Pan Hong) con el que es el mejor amigo en su trabajo (Bao Wen Jing). Entre las múltiples casualidades de la vida, conoce al incipiente pero sensible Qi Xiao (Dylan Wang) y su habilidoso mejor amigo Xu Min (Calvin Li). Al intimar cada vez más con Qi Xiao, Shen Ruo, una racionalista, debe elegir entre seguir una vida ideal al cumplir la vida matrimonial concertada hace un año o a ser lo suficientemente valiente como para encarar una relación con un joven 12 años menor.

## Reparto
Personajes principales
- Qin Lan como Shen Ruo Xin;
  - Li Xi Yuan como Shen Ruo Xin (joven);
- Dylan Wang como Qi Xiao;
- Calvin Li como Xu Min Jie.

Personajes secundarios
- Bao Wen Jing como Song Zi Yan;
- Lin Xin Yi como You Si Jia;
- Wang Yi Nan como Li Fang;
- Chen Peng Wan Li como Su Yang;
- Ma Xiao Qin como You Si Jia;
- Kang Kang como Zou Chengv
- Wei Yi Bo como Liu Pei;
- Zhang Xiao Qian como Xiao Yu;
- He Bin como Ruan Ye;
- Tian Miao como la madre Qi;
- Jiang Rui Lin como Mi Dou;
- Hao Ping como Jin Yuan Hao;
- Zhang Yan Yan como Lisa;
- Wu Jun Chao como A Ting;
- Zhang Shu Lun como Zhu Lin;
- Guo Kai Min como el padre Shen;
- Zhu Yong Teng como el jefe de Luo;
- Yang Kun como la madre Zou;
- Shi Yu como el padre Zou;
- Gu Ke Jia como Zou Ying;
- Ren Luo Min como el padre Song;
- Zhu Ya Ying como la madre Song;
- Tian Min como el profesor Wu;
- Liu Jie como Wang Ping;
- Kang Qun Zhi como Aunty;
- Wei Lai como Xin Di;
- Zhou Pu como la dependienta Huang;
- Guo Tong Tong como madame Jin;
- Wang Kun como el profesor Pei;
- Chen Guan Ning como Li Wei;
- Gong Fang Ni como Luo Luo;
- Wang Jing Shuo como Xiao Xin;
- Jiang Yi Xuan como Fei Fei;
- Wang Zhi Min como el padre Su;
- Zheng Xiao Wan como la madre Su;
- Ge Bing Hui como el baterista.

Aparición especial
- Pan Hong como la madre Shen;
- Bao Bei'er como maestro del salón Fengchi.